# هكساين

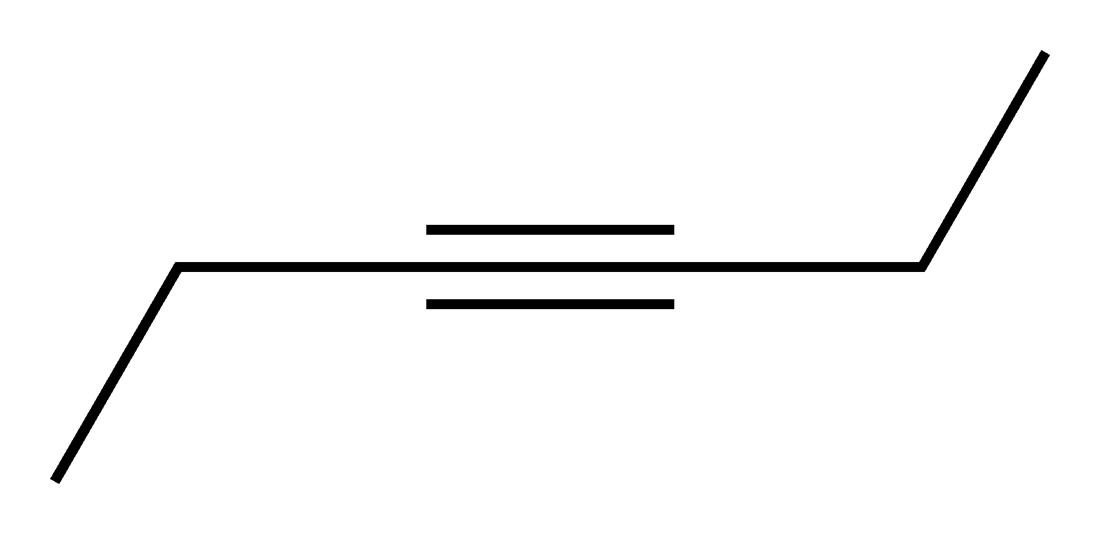
الصيغة الخطية للهكساين

مركبات الهكساين هي مركبات عضوية هيدروكربونية من الألكاينات تشترك بالصيغة الكيميائية المجملة C6H10؛ بالتالي فهي مركبات متصاوغة وهي تشمل ستة مركبات من ضمنها:
- 1-هكساين
- 2-هكساين
- 3-هكساين

وهي المصاوغات الخطية التي تختلف عن بعضها في موقع الرابطة الثلاثية على السلسلة الكربونية.